# Navaescurial
Navaescurial település Spanyolországban, Ávila tartományban.  Lakosainak száma 53 fő (2024).

## Népesség
A település népessége az utóbbi években az alábbiak szerint változott:
| Lakosok száma | 80   | 74   | 74   | 58   | 64   | 54   | 57   | 51   | 46   | 53   |
|               | 2001 | 2004 | 2006 | 2009 | 2011 | 2014 | 2016 | 2019 | 2021 | 2024 |